# П'єта (за Делакруа)
«П'єта (за Делакруа)» — пізній твір голландського художника кінця 19 століття Вінсента ван Гога (1853—1890).

## Передумови та історія створення
Вінсент ван Гог — відомий західноєвропейський майстер побутового жанру і портрету. Особа пристрасна, він довго не знаходив використання власним гуманістичним і релігійним намірам. Тому спробував себе як місіонер, священик, благодійник. Пристрасть, що не покидала ван Гога в кожній галузі діяльності, лякала як сучасне йому суспільство, так і представників церковного благодійництва. В цьому — причини непорозуміння в батьківській родині, в шахтарському районі, де він служив, в фірмі продажу творів мистецтва «Гупіль».

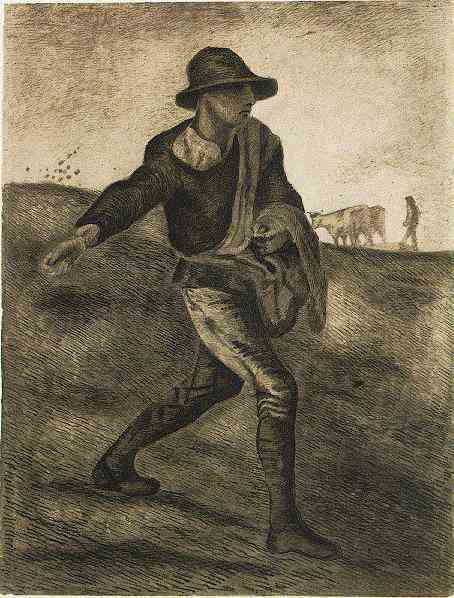
Сіяч (за твором Франсуа Мілле)

Контакти з творами мистецтва сприяли переходу ван Гога до нової галузі діяльності — художньої творчості. Слід визнати, що досить рано він обрав дійсно значущий авторитет в мистецтві як зразок для себе — це французький митець Франсуа Мілле та його творчість. Широкої популярності набули композиції ван Гога на тему «Сіяч», яку Вінсент створив за менш відомим твором французького попередника.
Релігійно налаштований художник, утім, майже не робив релігійних композицій. А його зображення церков ідуть як пейзажний жанр. Не може вважатися релігійним твором і «Натюрморт з Біблією». Але релігійні композиції в творчому доробку Вінсента ван Гога є. Перш за все це дві картини на тему «Оплакування Христа».

## Опис твору
Створенню картин сприяла неприємність. Художник зронив декілька літографій у фарби. Зіпсована фарбою літографія з картини Ежена Делакруа «П'єта» і стала приводом для створення картин ван Гога:
- малого формату (42 × 34 см), нині в музеї Ватикану
- більшого формату (73 × 60 см), нині в музеї в місті Амстердам.

Композиція не є оригінальною, бо йшла за твором Ежена Делакруа. Проте індивідуальна, експресивна манера виконання — характерна ознака творчості пізнього ван Гога. Художник і надалі буде створювати картини за попередніми творами інших майстрів. До них належить і відома картина «Прогулянка ув'язнених» (у дворику буцегарні, за твором Гюстава Доре), яку зберігає Державний музей образотворчих мистецтв імені О. С. Пушкіна в місті Москва.

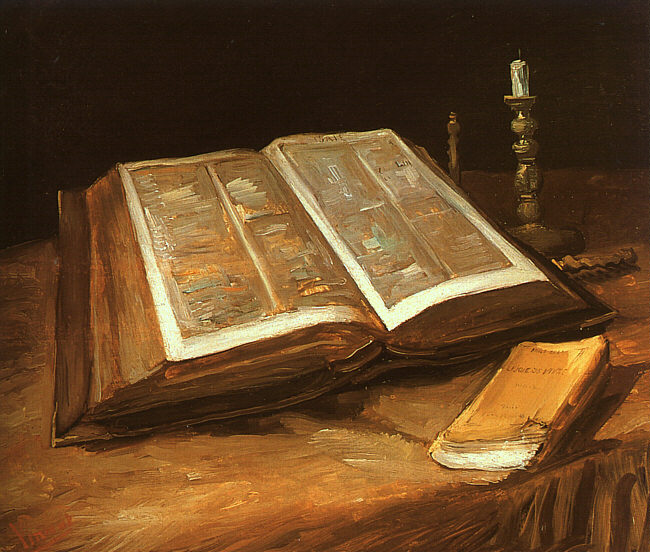
«Натюрморт з Біблією»
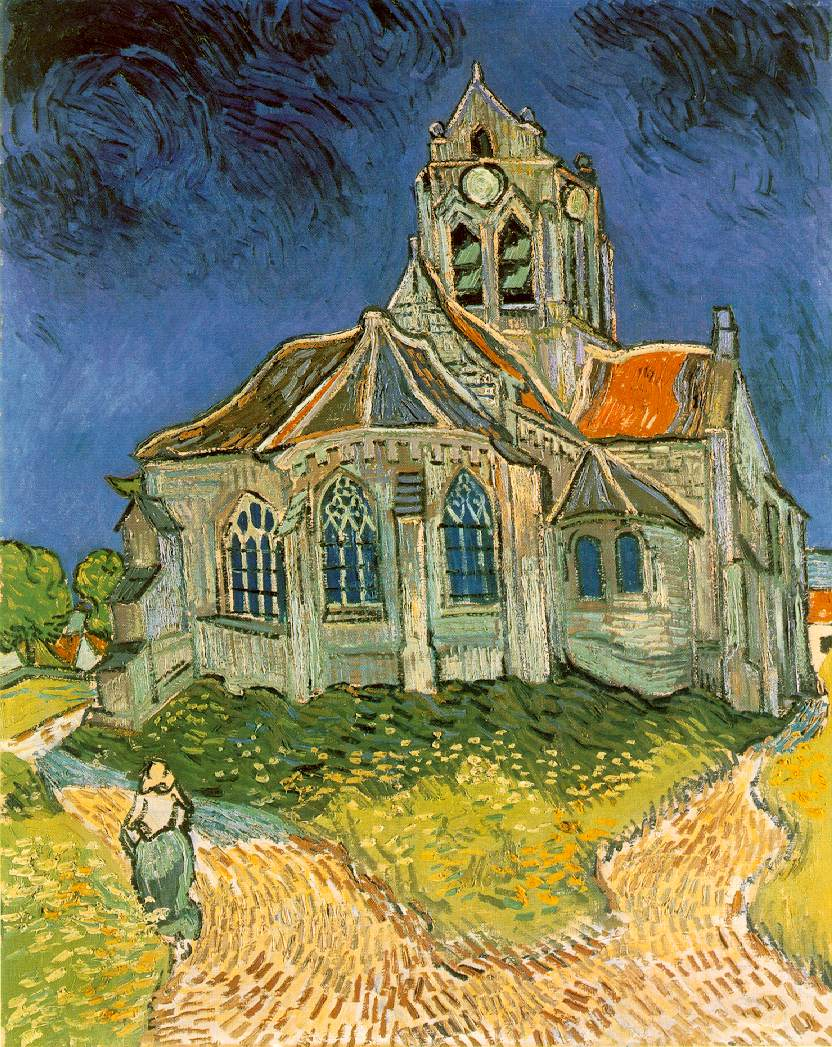
«Церква в Овері»
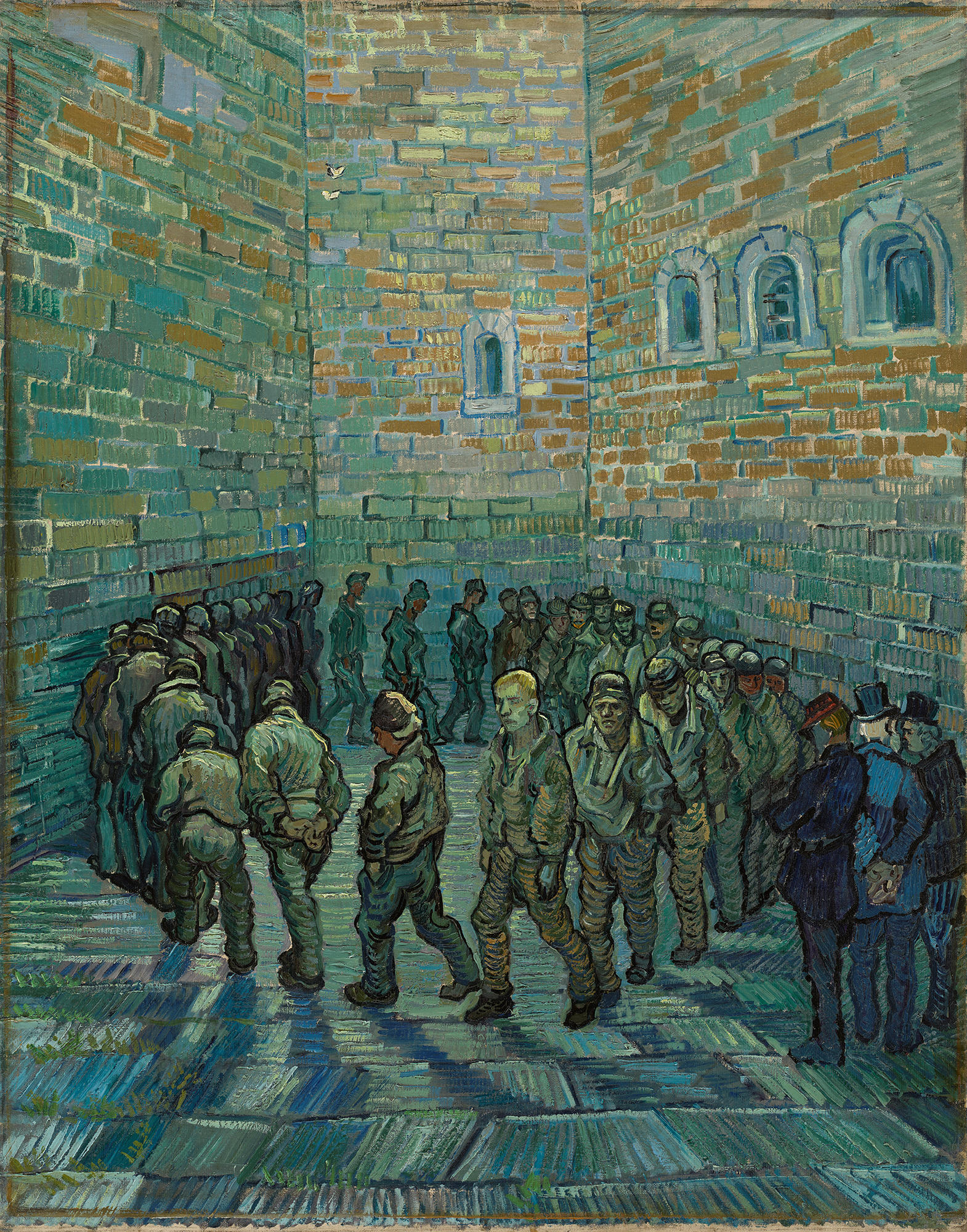
«Прогулянка ув'язнених»